# Апанажа
Апана̟жа (фр. apanage), имање или приход дати на доживотно уживање кориснику од стране владара.

## Значење
У изворном значењу, апанажа је имање дато на доживотно уживање. Овај појам се користи и за годишњу плату ближих владаочевих рођака (деце, браће) коју исплаћује владар или држава. У ширем смислу означава сваки обезбеђен годишњи приход.

## Историја

### Порекло
Све феудалне монархије мучио је проблем издржавања краљевих млађих синова. Чак и када је висина краљевских прихода дозвољавала да им се исплаћују накнаде у новцу, ниједан принц који је држао до себе није се задовољавао таквим решењем. Он је желео своја лична имања и вазале и независност коју му је давао сопствени посед.

### Апанаже у Француској
У Француској, краљеви династије Капета поклањали су млађим синовима војводине и грофовије, делове краљевског домена. Краљ Роберт II (996-1031), син Хуга Капета, дао је свом другом сину војводство Бургундију, које је припало круни пошто је војводска породица изумрла. Анри I (1031-1060) учинио је свог другог сина Хуга грофом од Вермандоа. Луј VI једни је надживео свог оца Филипа I, али је сам имао још неколико синова поред свог наследника Луја VII. Роберту је дао краљевску грофовију Дре, док је Петар ожењен наследницом једне мање бароније. Филип Август и Луј VIII (1223-1226) били су јединци. Међутим, Луј VIII је имао тројицу млађих синова. Роберту је дао грофовију Артоа, Алфонсу грофовију Поату, а Карло је добио Анжу и Мен. Тако је готово половина краљевског домена изашла испод непосредне власти круне. Каснији краљеви дали су својим млађим синовима грофовије Клермон, Валоа, Евре, Аленсон, Мортен и Ангулем.

### Значај
На први поглед политика давања апанажа делује врло непромишљено и многи историчари је тако оцењују. Са друге стране, она је вероватно била промишљена и неопходна, јер је краљевски домен Филипа Августа и Луја VIII био исувише велики да би се њиме управљало помоћу примитивне средњовековне администрације. Дајући земље у апанажу, краљ им је обезбеђивао господара који ће моћи да заведе ефикасну управу. Ипак, ова политика ослабила је круну. Мада је краљ обично могао да рачуна на оданост своје браће, као што се и његов син могао ослонити на чврсте везе са њиховим  синовима, већ у трећем нараштају родбинска веза постајала је сувише далека да би имала такву снагу. Тако је давањем апанажа створена скупина нових феудалних кнежева. Тако су до 1328. у Француској настала четири велепоседа, Фландрија, Бретања, Бургундија и Аквитанија, чији су владари држали готово исто онолико земље колико и краљ у свом домену. , Ова политика је довела до постепеног распада Француске који је кулминирао Стогодишњим ратом (1337-1453).